# Toni Bortoluzzi
Pour les articles homonymes, voir Bortoluzzi.
Toni Bortoluzzi, né le 16 février 1947 à Affoltern am Albis, est une personnalité politique suisse membre de l'Union démocratique du centre.

## Biographie
Il est élu au Conseil national depuis 1991. Il est menuisier de profession.